# 阿登 (政治人物)
阿登（1951年—），男，藏族，西藏昌都人，中华人民共和国政治人物，曾任西藏自治区卫生厅副厅长、厅长，西藏自治区人大常委会副主任。